# Ripple Effect (film)
Pour plus de détails, voir Fiche technique et Distribution.
Ripple Effect est un film américain, sorti en 2007.

## Fiche technique
- Titre  : Ripple Effect
- Réalisation : Philippe Caland
- Scénario : Philippe Caland
- Musique : Anthony Marinelli
- Pays d'origine : États-Unis
- Genre : drame
- Date de sortie : 2007

## Distribution
- Forest Whitaker : Philip
- Virginia Madsen : Sherry
- Minnie Driver : Kitty
- Philippe Caland : Amer
- John Billingsley : Brad
- Kali Rocha : Alex
- Kip Pardue : Tyler
- Joanna Krupa : Vicky
- Elena Satine